# Gyrothyris mawsoni
Gyrothyris mawsoni är en armfotingsart som beskrevs av Thomson 1918. Gyrothyris mawsoni ingår i släktet Gyrothyris och familjen Terebratellidae. Inga underarter finns listade i Catalogue of Life.